# Le Pradet
 Le Pradet  (en occitano Lo Pradet) es una población y comuna francesa, que se encuentra en la región de Provenza-Alpes-Costa Azul, departamento de Var, en el distrito de Toulon y cantón de La Garde.
Se constituyó el 18 de junio de 1894 a partir de La Garde.

## Demografía
| ... | ... | ... | ... | ... | ... | ... | ... | ... | ... | ... | ... | ... | ... | ... | ... | 1 378 | 1 799 | 1 804 | 1 912 | 1 603 | 1 594 | 1 766 | 1 981 | 2 1 | 2 650 | 3 121 | 5 658 | 6 938 | 7 900 | 9 704 | 10 975 | 10 998 |
| Para los censos de 1962 a 1999 la población legal corresponde a la población sin duplicidades (Fuente: INSEE [Consultar]) |     |     |     |     |     |     |     |     |     |     |     |     |     |     |     |       |       |       |       |       |       |       |       |     |       |       |       |       |       |       |        |        |